# Rue Alphonse Asselbergs
La rue Alphonse Asselbergs est une rue de la commune bruxelloise d'Uccle.

## Origine du nom
La rue rend honneur au peintre Alphonse Asselbergs qui habitait la rue Joseph Bens mais dont l'arrière de la propriété donna dans cette rue. Après son décès, il léguait sa maison à la commune pour en faire un centre d'accueil pour enfants abandonnés.